# Геликоид
Гелико́ид — винтовая поверхность, описываемая параметрическими соотношениями
{\displaystyle \left\{{\begin{aligned}x&=u\cos v,\\y&=u\sin v,\\z&=hv,\end{aligned}}\right.}
то есть образованная движением прямой, вращающейся вокруг перпендикулярной к ней оси и одновременно поступательно движущейся по этой оси, причём отношение скорости движения и скорости вращения постоянно.

## Свойства
- Геликоид является 
  - минимальной поверхностью
  - линейчатой поверхностью.

Изометрическая трансформация геликоида в катеноид.

- Небольшой участок геликоида можно изометрически (то есть без сжатий и растяжений) гладко продеформировать в участок катеноида.